# Jean-Baptiste Rotondo
Jean-Baptiste Rotondo, né en 1749 à Fallavecchia, non loin d’Abbiategrasso ou à Monza selon d'autres sources, et mort après 1812, est un professeur de langues ayant pris part à de nombreuses révolutions européennes, activiste politique et agent provocateur milanais.

## Biographie
Après avoir fait des études assez imparfaites, Rotondo trouve à Milan un petit emploi dans les bureaux de l’Intendance et fait, en même temps, le courtier de pierreries et de dentelles. Il quitte ses fonctions de commis en 1782 pour traverser l'Italie, la Suisse, les Provinces-Unies où il côtoie les milieux patriotiques.
Vers 1782, Rotondo est à Paris, où il fait du commerce et gagne son pain en donnant des leçons de latin. Même dans les journées les plus troublées de la Révolution, il se présente comme le « professeur » Rotondo.
Accusé de vol, en 1784, il subit une détention de six mois au Grand-Châtelet, avant d’être relâché, faute de preuves. Néanmoins banni de France, il s’établit pendant dix-huit mois à Rotterdam, où il changea de commerce pour se faire marchand d’objets de physique et de baromètres. De Hollande, il passa ensuite à Londres où il enseigna dans une pension, tout en se remettant à son commerce de pierreries et de dentelles. Après la chute de la Bastille, il aurait décidé de se rendre à Paris, où il se lie avec le général Santerre, qui le met en contact avec les milieux sans-culottes du faubourg Saint-Antoine, ainsi qu'avec le futur conventionnel Léonard Bourdon, l'un des « vainqueurs » de la Bastille, qui l’aide à ouvrir des cours de langues (latin, italien et anglais) dans les bureaux du Palais-Royal. Il y fréquente Saint-Huruge, Buirette de Verrières et Mithois, chirurgien des Gardes-françaises. Depuis cet événement, il est omniprésent dans les journées de la Révolution et se fait remarquer au Cercle social des amis de la confédération universelle. Il est affilié au club des Jacobins et fréquente également, du moins pendant quelque temps, les Cordeliers. Ses rapports avec les personnalités les plus en vue lui avaient fait obtenir, dès la fin de 1790, la promesse d’une place de professeur à la Société nationale des jeunes français établie sous les auspices du Directoire et de la Municipalité de Paris au ci-devant prieuré de Saint-Martin des Champs avec 100 louis d’appointements. Il ne l’obtient jamais.
Cependant, grâce à ses rapports avec Santerre et à la violence de son langage, il a de l’ascendant sur le faubourg Saint-Antoine. D'après les renseignements fournis par Mallet du Pan et provenant d'Bertrand de Molleville, il serait l'un des principaux agents du duc d'Orléans : « Il y allait, dit-on, neuf fois par jour ». Il semble, à cette époque, rédiger et diffuser des libelles contre la Cour et la Garde nationale. Il participe - ou assiste - au pillage de l’hôtel de Castries le 12 octobre 1790, où Lafayette apparaît pour tenter de calmer la foule. Rotondo ose narguer le général. Dès lors, il se fait une spécialité d’être arrêté, persécuté et emprisonné. Cela lui permet d'être soutenu par Marat mais aussi de critiquer ouvertement Lafayette. Aussi, lorsqu’à l’affaire du Champ-de-Mars un homme resté inconnu tire un coup de feu sur Lafayette, on accuse tout de suite Rotondo. Arrêté et détenu à l'Abbaye, on reconnaît son innocence et il est libéré en août de la même année.
De guerre lasse, Rotondo se décide à battre la province. Il se rend pendant quelque temps dans une ville, apparemment pour y ouvrir un cours, mais en réalité comme émissaire des clubs pour y préparer les élections à la Législative. D’août à décembre il est signalé à Angoulême, Bordeaux, Nantes, Chartres, où le conducteur des messageries de Nantes et d’Angers à Paris porte plainte contre lui. La municipalité le fit arrêter, mais on le relâcha bientôt après.
En décembre 1791 ou au plus tard en janvier suivant, Rotondo est de nouveau à Paris, logé avec sa maîtresse, Angélique Daumont, chez la veuve Alaïde, place du Carrousel, maison du Bâtiment du roi auprès de la garde suisse, n° 662. À deux pas des Tuileries, Rotondo est sur place pour prendre part à toutes les émeutes.
Désigné sur toutes les listes des officiers et des espions de police comme « un des principaux chefs des groupes séditieux et sanguinaires », l’intendant de la liste civile, de La Porte lui fait offrir à la fin de juillet 1792, une traite de 100 livres sterling payable à vue sur Thelusson, banquier royaliste et consul de France à Londres, à condition qu’il parte tout de suite pour l’Angleterre. Rotondo accepte, mais il n’en reste pas moins à Paris et ce n’est qu’à la fin d’octobre qu’il touche sa traite. Entre-temps, une légende, qu’il prit soin de répandre lui-même mais à laquelle les historiens ont fait justice, le désigne longtemps comme le principal meurtrier de la princesse de Lamballe pendant les massacres de Septembre.
À peine fut-il passé en Angleterre que la légende l’y accompagne. Loin de se récrier, Rotondo se pare du titre de meurtrier de la princesse de Lamballe pour terrifier les émigrés. À Londres, après une rixe avec des émigrés au café d’Orange à Piccadilly, il est arrêté et, après avoir passé très peu de temps en prison, il est mis en liberté. Il semble alors avoir pris le nom de Brambilla, sous lequel il séjourne à Windsor, à Bath et il retourne enfin à Londres. Enfin, ne pouvant plus rester en Angleterre, Santerre lui conseille de ne pas revenir à Paris et sa maîtresse, qui continue à lui être fidèle, l’exhortant à chercher refuge dans un pays neutre, c'est vers la Suisse que Rotondo dirige ses pas. Parti de Margate le 22 décembre, par Liège, Aix-la-Chapelle, Mézières, Nancy, Strasbourg, il arrive, un peu à cheval, un peu à pied, à Bâle le 9 mars 1793 et de là par Berne et Bienne il se rend à Genève.
Parmi les émissaires français qui remplissent la ville, Rotondo reprend son assurance. Voulant, dit-on, occasionner quelque grand mouvement au moyen duquel il espère opérer la réunion de Genève à la France, les comités le font arrêter, le 4 avril, par mesure de prudence et le gardent en prison jusqu’au 31 juillet.
Lorsque Rotondo, chassé de Genève, débarque à Nyon, il y est arrêté de nouveau et conduit sous bonne escorte au château de Chillon. Également accusé d’avoir pris part aux massacres des Suisses après le 10 août, les coups ne lui sont pas épargnés en chemin. Les cantons suisses ne pouvant, faute de preuves, lui faire un procès pour ce chef, on se rend aux insistances du baron Vignet de le livrer au roi de Sardaigne. Le 23 août, le bailli de Vevey le remet au commandant de Saint-Maurice. Le 25 au matin, il est conduit aux limites du Grand Saint-Bernard, d’où il est traduit par Aoste aux prisons du Pô à Turin.
Après avoir passé trois années dans les prisons piémontaises sans qu'un procès puisse être instruit, et ce malgré son éligibilité à l'article 8 du traité entre la République française et le roi de Sardaigne, il est libéré au titre d'incarcéré politique en 1796. Il réclame immédiatement 50 000 livres d'indemnisation, mais en vain. Il cherche à obtenir le soutien de Bonaparte, sans succès. Il semble s'être fait naturalisé français à cette date. En 1797, il publie à Milan ses Mémoires. En l'an V, il est employé comme agent secret du gouvernement français et le général Kilmaine, commandant de la Lombardie, lui délivre, le 4 messidor, un passeport valable pour toute l'Italie, en tant que « chargé d'affaires pour la République française et commissaire pour différentes missions ». Sur un autre passeport délivré en octobre 1797, il est précisé qu'il doit « se rendre en diverses parties de l'Italie pour fraterniser avec les peuples libres ». En juin 1798, il se trouve à Nice où il est signalé à l'administration du canton de Nice comme « Jean-Baptiste Rotondo, professeur de Belles-Lettres », se rendant à Paris avec un passeport de l'Armée d'Italie.
Il est décrit comme un homme de « grand caractère, entreprenant, exalté, apôtre et martyr de la liberté », mais peu favorable à Bonaparte. On insiste sur le fait qu'il a accompli en Italie des « missions épineuses ». Il semble vouloir se rendre à Paris pour y régler certaines affaires, mais en août, il est recherché par le commissaire près le bureau central de Paris et il faut attendre avril 1799 pour qu'il soit arrêté, après avoir été dénoncé par sa logeuse. Arrêté en juillet, sans qu'on ait de raison précise pour l'inculper, sinon comme « ultra-révolutionnaire » voire « espion du cabinet anglais », le Directoire décide de l'expulser hors de la République. Il tente d'obtenir l'aide du baron de Saint-Cyr, mais en vain, et il est conduit à la frontière suisse. En mars 1802, le Premier Consul ordonne son arrestation et son expulsion vers l'Italie. Dans un mémoire, il se désigne une fois de plus comme une victime et un martyr de la liberté. En 1803, il se retrouve à Rome où le diplomate François Cacault le dénonce comme l’un des fondateurs d’un « Club anglais » avec des émissaires de la reine de Naples et demande son arrestation. En 1812, un bulletin de police du 10 octobre signale qu'il a été arrêté dans la Doire en 1811 pour brigandage. Il est décrit comme ancien Récollet et placé en résidence surveillée à Coni (Cuneo).

## Sources
- Materie politiche relarive all'interno 1791 - 1794 - Carte Rotondo. Lettere ministri e lettere patricolari, correspondance du baron Vignet d'Etoles.
- Paolo Conte. « Un retour malheureux : l’italien Giambattista Rotondo, une « machine ouvrière » dans l’Europe en révolution ». La Révolution française - Cahiers de l’Institut d’histoire de la Révolution française, 22, 2022.
- Henri Furgeot, Le Marquis de Saint-Huruge, "Généralissime des Sans-culottes" (1738-1801), Perrin, Paris, 1908, p. 177-255.
- Georges Lenôtre, « Rotondi-Rotondo, professeur de langues », Vieilles maisons, vieux papiers, t.  2, Paris, Perrin, 1961, p. 144-145.
- Albert Mathiez, Le Club des Cordeliers pendant la crise de Varennes et le massacre du Champ de Mars, Paris, Champion, 1910, t.  1, p. 16-35.
- Giuseppe Roberti, « Un Septembriseur italien. Jean-Baptiste Rotondo », Revue historique vaudoise, no  7, Lausanne, Vincent, 1899, p. 65-76.